# 许芬哈特
许芬哈特是德国巴登-符腾堡州的一个市镇。总面积17.62平方公里，总人口2035人，其中男性982人，女性1053人（2011年12月31日），人口密度115人/平方公里。